# Ciclopia

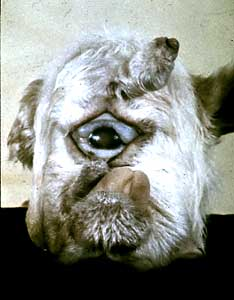
Ciclopia in un agnello

La ciclopia è un'anomalia congenita caratteristica dei vertebrati, che consiste nella presenza di un'unica cavità orbitaria più o meno completa, localizzata in mezzo alla fronte. È un caso estremo di oloprosencefalia, che porta alla nascita di un individuo con occhio unico mediano e con un naso a forma di proboscide, situato al di sopra della cavità orbitaria.
È causata dal fallimento da parte del prosencefalo di dividere in maniera corretta le orbite in due cavità distinte. È spesso associata con la trisomia del 18 (sindrome di Edwards) o del 13 (sindrome di Patau).
Si presenta con tratti caratteristici. Di solito il volto manca di naso, o quest'ultimo è rimpiazzato da una struttura non funzionante che assomiglia ad una piccola proboscide.
Sebbene la ciclopia sia un evento raro, non mancano casi documentati, sia animali sia umani, alcuni dei quali conservati anche in musei.

## Cause
È causata da disordini genetici ma anche da tossine che causano problemi alla morfogenesi. È noto che gli agnelli possono nascere con questa malformazione se la madre si è alimentata con alcuni tipi di alcaloidi. La ciclopia può essere indotta negli agnelli dalla ciclopamina e dalla jervina, alcaloidi contenuti nelle piante del genere Veratrum.